# Saison 10 des Experts
Chronologie
Saison 9 Saison 11
Cet article présente le guide des épisodes de la dixième saison de la série télévisée Les Experts (CSI: Crime Scene Investigation).

## Distribution de la saison

### Acteurs principaux
- Laurence Fishburne (VF : Paul Borne) : Dr Raymond Langston
- Marg Helgenberger (VF : Emmanuelle Bondeville) : Catherine Willows
- George Eads (VF : Denis Laustriat) : Nick Stokes
- Paul Guilfoyle (VF : François Dunoyer) : Jim Brass
- Jorja Fox (VF : Laurence Dourlens) : Sara Sidle[1]
- Eric Szmanda (VF : Benjamin Boyer) : Greg Sanders
- Robert David Hall (VF : Pascal Casanova) : Albert Robbins
- David Berman (VF : Jérémy Prévost) : David Phillips
- Wallace Langham (VF : Jérémy Prévost) : David Hodges
- Liz Vassey (VF : Nathalie Bienaimé) : Wendy Simms

### Invités
- Tahyna Tozzi : Olivia Hamilton (épisode 1)
- Brian Tee : Denny Ocampo (épisode 1)
- Devon Graye : Craig Mason (épisode 2)
- Tim Blake Nelson : Paulie Krill (épisode 3)
- Ben Feldman : Jason Devereaux (épisode 3)
- Cassidy Freeman : Donna Grayson (épisode 4)
- Josh Henderson : Calvin Crook (épisode 5)
- Camille Guaty : April Martin (épisode 6)
- Mark Sheppard : Dimitri Sadesky (épisode 7)
- Ashley Jones : Shea Lammett (épisode 8)
- Ashton Holmes : Sam Trent (épisode 10)
- James Frain : Jeffrey Hughes (épisode 11)
- Raphael Sbarge : Donald Fiore (épisode 11)
- Natalie Gulbis : elle-même (épisode 12)
- Jason Dohring : Danny Nagano (épisode 12)
- Rosalind Chao : Michelle Huntley (épisode 12)
- Scout Taylor-Compton : Renata Clarke (épisode 13)
- Samantha Droke : Cindy Warner (épisode 13)
- Manish Dayal : Rishi Parayan (épisode 13)
- Alan Ruck : Buddy Mills (épisode 14)
- April Bowlby : Marta Petrovich (épisode 14)
- Nathan Kress : Mason Ward (épisode 15)
- Noah Gray-Cabey : Steve Reppling (épisode 15)
- Eddie McClintock : Finn Thomas (épisode 16)
- Lucas Grabeel : Guillermo Seidel (épisode 18)
- Aimee Teegarden : Molly Sinclair (épisode 19)
- Kayla Ewell : Bettina Clark (épisode 20)
- Camilla Luddington : Claire (épisode 21)
- Crystal Reed : Julie (épisode 21)
- Joseph Bologna : Giovanni DiMasa (épisode 23)

## Diffusions
Programmée à 21 h les jeudis soirs aux États-Unis, le réseau CTV au Canada a programmé la série à 20 h, priorisant un simultané de Grey's Anatomy à 21 h, sauf les semaines où cette série n'est pas à l'horaire.

## Épisodes

### Épisode 207:Affaire de famille/Garde des corps
- États-Unis : 24 septembre 2009[3]
- France : 20 mars 2011 sur TF1
- Suisse : 28 février 2010 sur TSR1
- Québec : 3 septembre 2010 sur Séries+

- États-Unis : 16,04 millions de téléspectateurs[4] (première diffusion)
- Canada : 2,466 millions de téléspectateurs[5]
- France : 7,2 millions de téléspectateurs[6]

- Marc Vann (Conrad Ecklie)
- Jon Wellner (Henry Andrews)
- Larry Sullivan (Officer Akers)
- Garret Dillahunt (Tom O'Neill)
- Brian Tee (Denny Ocampo)
- Morgan Rusler (en) (Richard Wilkes)
- Tahyna Tozzi (Olivia Hamilton)
- Michael Bryan French (E.R. Doctor)
- David Sullivan (Hotel Manager)
- Paula Francis (Paula Francis)
- Toni Wynne (CSI Receptionist)

### Épisode 208:Pas de quartier
- États-Unis : 1er octobre 2009
- France : 20 mars 2011 sur TF1
- Suisse : 7 mars 2010 sur TSR1
- Québec : 10 septembre 2010 sur Séries+

- États-Unis : 15,94 millions de téléspectateurs[7] (première diffusion)
- Canada : 2,382 millions de téléspectateurs[8]
- France : 7 millions de téléspectateurs

- Marc Vann (Conrad Ecklie)
- Larry Sullivan (Officer Akers)
- Brian Howe (Harvey Wincroft)
- Cheryl White (Mrs. Faith Mason)
- Devon Graye (Craig Mason)
- Stella Maeve  (Marnie Bennett)
- Kevin Herrera (Ryan Lester)
- Larry Mitchell (Officer Mitchell)
- Paleigh Knight (Leigh Wincroft)
- Rebecca Boyd (Cherry Wincroft)

### Épisode 209:L'Homme invisible
- États-Unis : 8 octobre 2009
- France : 27 mars 2011 sur TF1
- Québec : 17 septembre 2010 sur Séries+

- États-Unis : 14,90 millions de téléspectateurs[9] (première diffusion)
- Canada : 2,49 millions de téléspectateurs[10]
- France : 7,4 millions de téléspectateurs[11]

- Archie Kao (Archie Johnson)
- Wayne Knight (Mr Terrence Lombard)
- Larry Sullivan (Officer Akers)
- Ben Feldman (Jason Devereaux)
- Tim Blake Nelson (Paulie Krill)
- Tracy Middendorf (Belinda Martin)
- Tom Virtue (George Security Guard)
- Matt Doherty (Twitchy Guy)
- Alyson Reed (Mrs Devereaux)
- Toni Wynne (CSI Receptionist)
- Laurence Cohen (Employee #1)
- Joseph Patrick Kelly (Officer Metcalf)

### Épisode 210:Coup de grâce
- États-Unis : 15 octobre 2009
- France : 3 avril 2011 sur TF1
- Québec : 24 septembre 2010 sur Séries+

- États-Unis : 15,37 millions de téléspectateurs[12] (première diffusion)
- Canada : 2,418 millions de téléspectateurs[13]
- France : 7,24 millions de téléspectateurs

- Marc Vann (Conrad Ecklie)
- Enrique Murciano (Det. Carlos Moreno)
- Marcus T. Thomas (Angry Man)
- Adina Porter (Denise Devine)
- Jack Blessing (Officer Danny Finn)
- Cassidy Freeman (Officer Donna Grayson)
- Sean Hampton (Deputy Carver)
- Clint Culp (Mike Ithaca)
- Larry Mitchell (Officer Mitchell)
- Andres Saenz-Hudson (Rogelio Martinez)
- Stan Shaw (Scott Johnson)
- Eli Vargas (Anthony Lopez)
- Vincent King Jr. (Avery Devine)
- Joseph Patrick Kelly (Officer Metcalf)

### Épisode 211:Temps mort
- États-Unis : 29 octobre 2009
- France : 27 mars 2011 sur TF1
- Québec : 1er octobre 2010 sur Séries+

- États-Unis : 15,24 millions de téléspectateurs[14] (première diffusion)
- Canada : 2,188 millions de téléspectateurs[15]
- France : 7,2 millions de téléspectateurs

- Sheeri Rappaport (Mandy Webster)
- John Carroll Lynch (Buddy Arnold)
- Josh Henderson (Calvin Crook)
- Christopher Rich (Coach Jimmy Miller)
- Mike Erwin (Julian Bristol)
- Palmer Davis (Margaret Finn)

### Épisode 212:Le Jeune homme et la mort
- États-Unis : 5 novembre 2009
- France : 30 mai 2012 sur TF1
- Québec : 8 octobre 2010 sur Séries+

- États-Unis : 15,6 millions de téléspectateurs[16] (première diffusion)
- Canada : 2,108 millions de téléspectateurs[17]
- France : 6,18 millions de téléspectateurs[18] (première diffusion)

- Alex Carter (Det. Vartann)
- Larry Mitchell (Officer Mitchell)
- Cody Kasch (Tommy Baker)
- Tangie Ambrose (Prostitute (Miss Kitty))
- Jeffrey D. Stevens (Paramedic)
- Bryce Johnson (Mark Baker)
- Jeff Hephner (Wayne Smith)
- Gigi Rice (Yvette Baker)
- Elizabeth Rice (Jess Smith)
- Jorge-Luis Pallo (John (Trauma Nurse))
- Camille Guaty (April Martin)
- Lina Esco (Angela Paulson)
- Emily Foxler (Pam Harris)
- Courtney Gains (Stan Gerber)

### Épisode 213:Les Innocentes de Las Vegas
- États-Unis : 12 novembre 2009
- France : 13 mars 2011 sur TF1
- Québec : 15 octobre 2010 sur Séries+

- États-Unis : 17,38 millions de téléspectateurs[19] (première diffusion)
- Canada : 2,558 millions de téléspectateurs[20]
- France : 8,0 millions de téléspectateurs[21] (première diffusion)

- Rosalie Ward (Dede Chase)
- David Sargent (Surveillance Guy)
- Natalie Summerlin (Hooker #1)
- Arron Marie Fenton (Hooker #2)
- Jeff Yagher (Brett McDowell)
- Brandon Jay McLaren (Anthony Samuels)
- Mark Sheppard (Dimitri Sadesky)
- Annie Burgstede (Diane Jasper)
- Lee Garlington (Mrs. Briggs)
- Alexander DiPersia (DJ Tall-K)
- Louis Smith (DJ Slickbone)
- Terry Bozeman (Brad Lewis)
- Amanda MacDonald (Madeline Briggs)
- Robert A. Johnson (Conventioneer)

### Épisode 214:Perdre la boule
- États-Unis : 19 novembre 2009
- France : 10 avril 2011 sur TF1
- Québec : 22 octobre 2010 sur Séries+

- États-Unis : 14,91 millions de téléspectateurs[23] (première diffusion)
- Canada : 2,134 millions de téléspectateurs[24]
- France : 6,4 millions de téléspectateurs

- Larry Mitchell (Officer Mitchell)
- Devon Gummersall (Kyle "X" Chatts)
- Marcus Giamatti (Chevy Cigs)
- Ashley Jones (Shea Lammet)
- Blake Shields (Ronald Tobin)
- Scoot McNairy (Vitas Long)
- Elizabeth Lambert (Carla York)
- Jos Viramontes (Public Defender)
- Jennifer Crystal Foley (Jennifer Delaney)
- Michael Villani (Color Announcer)
- J.T. Jackson (Play by Play Announcer)
- Annabella Salvati (Eva)

### Épisode 215:Plat de résistance
- États-Unis : 10 décembre 2009
- France : 3 avril 2011 sur TF1
- Québec : 29 octobre 2010 sur Séries+

- États-Unis : 16,43 millions de téléspectateurs[25] (première diffusion)
- Canada : 2,618 millions de téléspectateurs[26]
- France : 6,4 millions de téléspectateurs

- Jon Wellner (Henry Andrews)
- Eric Nenninger (Officer Collins)
- Rebecca Wisocky (Shirley)
- Cooper Huckabee (Gomez)
- W. Earl Brown (Slick)
- Jessica Lu (Lily)
- Alan Blummenfield (Bernard Higgins)
- DaJuan Johnson (Officer Desmond)
- Jane Galloway-Heitz (Customer)

### Épisode 216:Tirs croisés
- États-Unis : 17 décembre 2009
- France : 10 avril 2011 sur TF1
- Québec : 5 novembre 2010 sur Séries+

- États-Unis : 15,58 millions de téléspectateurs[27] (première diffusion)
- Canada : 2,538 millions de téléspectateurs[28]
- France : 6,63 millions de téléspectateurs

- Jon Wellner (Henry Andrews)
- James Eckhouse (Paul Trent)
- Gerald McCullouch (Bobby Dawson)
- Alex Carter (Detective Vartann)
- Marc Menchaca (Hank Rinaldi)
- Sam Hennings (John Rankow)
- Ashton Holmes (Sam Trent)
- Katy Stoll (Carrie Warren)
- Marianne Muellerleile (Dolores Rinaldi)
- Mark Charran (Valet)
- Chad Bennett (Ed Smith)

### Épisode 217:Énigme à deux inconnues
- États-Unis : 14 janvier 2010
- France : 17 avril 2011 sur TF1
- Québec : 12 novembre 2010 sur Séries+

- États-Unis : 15,33 millions de téléspectateurs[29] (première diffusion)
- Canada : 2,67 millions de téléspectateurs[30]
- France : 6,61 millions de téléspectateurs

- Jon Wellner (Henry Andrews)
- Jose Zuniga (Det. Chris Cavaliere)
- Larry Mitchell (Officer Mitchell)
- Raphael Sbarge (Donald Fiore)
- James Frain (Jeffrey Hughes)
- Emily Montague (Karen Jones)
- Jocelin Donahue (Jillian Rose)
- Bernardo Badillo (Juan Rivera)
- Rachel Morihiro (Suki)
- Dustin Lee Abraham (Hungover Guy)
- Sebastian Tillinger (Brian Crowley)
- Annette Lesure (Jenny Ochoa)
- Rick Cramer (Capt. Mike Wilson)
- Gene Farber (Joe, the Bartender)
- Christina Romero (Mrs. Hughes)
- Rome Kanda (Yuki)
- Joseph Patrick Kelly (Officer Metcalf)

### Épisode 218:Fin de parcours
- États-Unis : 21 janvier 2010
- France : 24 avril 2011 sur TF1
- Québec : 19 novembre 2010 sur Séries+

- États-Unis : 14,29 millions de téléspectateurs[31] (première diffusion)
- Canada : 1,729 million de téléspectateurs[32]
- France : 5,16 millions de téléspectateurs

- Rocco Mediate (lui-même)
- Gary McCord (lui-même)
- Jonathan Antin (lui-même)
- Duffy Waldorf (lui-même)
- David Feherty (lui-même)
- Natalie Gulbis (elle-même)
- Jon Wellner (Henry Andrews)
- John M. Jackson (Russell Huntley)
- Rosalind Chao (Michelle Huntley)
- Steven Eckholdt (John Dudek)
- Jason Dohring (Danny Nagano)
- Michael Eric Strickland (Rocco's Caddy)
- Melissa Tang (Erin Nagano)

### Épisode 219:Abus de course
- États-Unis : 4 février 2010
- France : 24 avril 2011 sur TF1
- Québec : 26 novembre 2010 sur Séries+

- États-Unis : 14,49 millions de téléspectateurs[33] (première diffusion)
- Canada : 2,135 millions de téléspectateurs[34]
- France : 5,08 millions de téléspectateurs

- Archie Kao (Archie Johnson)
- Larry Mitchell (Officer Mitchell)
- Connor Ross (Trevor Beck)
- Scout Taylor-Compton (Renata Clarke)
- Nick Chinlund (Gus Davis)
- Leonardo Nam (Miyamoto Takahashi)
- Samantha Droke (Cindy Warner)
- Manish Dayal (Rishi Parayan)
- Brian George (Dr Parayan)
- Kari Coleman (Mrs. Sheila Beck)
- Sean Marquette (Bad Teen)
- Mickey Meyer (Burly Student)
- Jascha Washington (Student)

### Épisode 220:Tirer sa révérence
- États-Unis : 4 mars 2010
- France : 30 mai 2012 sur TF1
- Québec : 3 décembre 2010 sur Séries+

- États-Unis : 15,59 millions de téléspectateurs[35] (première diffusion)
- Canada : 1,544 million de téléspectateurs[36]
- France : 6,83 millions de téléspectateurs[18](première diffusion)

- Rascal Flatts (eux-mêmes)
- Archie Kao (Archie Johnson)
- Jon Wellner (Henry Andrews)
- Will Patton (CIA Associate Director Craig Halliday)
- Gary Vernon (Gary Levox)
- Stanley DeMarcus (Jay DeMarcus)
- Joedon Rooney (Joedon Rooney)
- Larry Mitchell (Officer Mitchell)
- Brent Briscoe (Travis Murray)
- Alan Ruck (Buddy Mills)
- April Bowlby (Marta Petrovich)
- Dorian Christian Baucum (Palermo Medic)
- Nate Mooney (Fingerless Guy)
- Lisa K. Wyatt (Ranger Stone)
- Madison Mason (Vance Colton)
- Larry Sullivan (Officer Akers)
- Seth Gabel (Larry Colton)
- Carsten Norgaard (German Agent #1)
- Michael Nagel (German Agent #2)

### Épisode 221:Le Meilleur d'entre nous
- États-Unis : 11 mars 2010
- France : 1er mai 2011 sur TF1
- Québec : 10 décembre 2010 sur Séries+

- États-Unis : 15,25 millions de téléspectateurs[37] (première diffusion)
- Canada : 1,627 million de téléspectateurs[38]
- France : 7,07 millions de téléspectateurs

- Archie Kao (Archie Johnson)
- Faith Prince (Lynn Stagner)
- James Keane (George Anderson)
- Valerie Dillman (Rebecca Sutter)
- Aidan Gould (Will Sutter)
- Nathan Kress (Mason Ward)
- Noah Gray-Cabey (Steve Reppling)
- Eddie Jemison (Craig Lifford)
- Jason Brooks (Simon Rose)
- James MacDonald (Officer Kenneth Ward)
- Edward Gusts (Trustee)
- Gabriel Salvador (Corrections Officer)

### Épisode 222:Sens dessus dessous
- États-Unis : 1er avril 2010
- France : 8 mai 2011 sur TF1
- Québec : 17 décembre 2010 sur Séries+

- États-Unis : 13,35 millions de téléspectateurs[39] (première diffusion)
- Canada : 2,552 millions de téléspectateurs[40]
- France : 6,42 millions de téléspectateurs

- Archie Kao (Archie Johnson)
- Alex Carter (Det. Vartann)
- Larry Mitchell (Officer Mitchell)
- Joseph Patrick Kelly (Officer Metcalf)
- Matt Barr (Bellermine Quisk)
- Curtis Armstrong (Clint Pudder)
- Jackson Davis (Everett Edwards)
- Charles Divins (arz) (Boyfriend)
- Ernie Grunwald (Lester Martin)
- Nicole Garza (Jill)
- Ian Anthony Dale (Lon Rose)
- Chris Pentzell (Man in Suit)
- Eddie McClintock (Finn Thomas)
- Melissa Ponzio (Sasha Katsaros)
- Tammy Felice (Brenda)

### Épisode 223:Radioguidé
- États-Unis : 8 avril 2010
- France : 1er mai 2011 sur TF1
- Québec : 7 janvier 2011 sur Séries+

- États-Unis : 14,97 millions de téléspectateurs[41] (première diffusion)
- Canada : 2,78 millions de téléspectateurs[42]
- France : 6,9 millions de téléspectateurs

- Larry Sullivan (Officer Akers)
- Jack Conley (Jack Herson)
- John Pyper-Ferguson (Dr William Byrne)
- Maurice Compte (Chalo Arua)
- Brady Smith (Tom Layman)
- Deborah Zoe (Lisa Layman)
- Sierra McCormick (Gracie Layman)
- John O'Leary (Cranky Old Man)
- John Gammon (Swat Tech)
- Jennifer Rhodes (Aunt Nellie Porter)
- Vincent Duvall (Swat Lt. Jack Parker)
- Michael Jace (Security Director)
- Cory Blevins (Surgeon)
- Cat Hammons (Intern)
- Geoff Koch (Security Guard)
- Paula Francis (elle-même)

### Épisode 224:Cas d'école
- États-Unis : 15 avril 2010
- France : 1er mai 2011 sur TF1
- Québec : 14 janvier 2011 sur Séries+

- États-Unis : 13,19 millions de téléspectateurs[43] (première diffusion)
- Canada : 1,919 million de téléspectateurs[44]
- France : 6,4 millions de téléspectateurs

- Sheeri Rappaport (Mandy Webster)
- Jon Wellner (Henry Andrews)
- Joe Kelly (Officer Metcalf)
- Kendrick Sampson (Derrick Gold)
- Lucas Grabeel (Guillermo Seidel)
- Cassi Thomson (Katy Cypress)
- Annabelle Amirav (Stacia Borala)
- Lex Medlin (Sgt. Barclay)
- Brian Jarvis (Hazmat Leader)
- Beth Littleford (Nurse Mona)
- Travis Clark (Tenant #1)
- Ary Katz (Tenant #2)
- Chris Coy (Melvin Dodge)
- Michael Jace (Security Director)
- Cory Blevins (Surgeon)
- Cat Hammons (Intern)
- Geoff Koch (Security Guard)
- Paula Francis (elle-même)

### Épisode 225:La Fureur de vivre
- États-Unis : 22 avril 2010
- France : 8 mai 2011 sur TF1
- Québec : 21 janvier 2011 sur Séries+

- États-Unis : 13,35 millions de téléspectateurs[45] (première diffusion)
- Canada : 2,316 millions de téléspectateurs[46]
- France : 6,13 millions de téléspectateurs

- Kay Panabaker (Lindsey Willows)
- Larry Mitchell (Officer Mitchell)
- Michael Kenneth Williams (Laurent Seniabou/Matthew Babajide)
- Will Rothhaar (Sean Becker)
- Andy Fischer-Price (Ian Wentworth)
- Paul McCrane (Phil Carpenter)
- Will Harris (Daryl Jonhson)
- Todd Robert Anderson (Mr. Wilder)
- Aimee Teegarden (Molly Sinclair)
- Brandon Michael Vayda (Soaked Student)
- Ruth Miller (Granny Becker)
- Sundra Oakley (Laurent's Wife)
- Kassandra Carrington (Laurent's Daughter)
- Jeremy Kilpatrick (Emcee)
- Drew James (Singer #1)
- Adam Raque (Singer #2)
- Ellen Marlow (Singer #3)
- Laura Slade Wiggins (Singer #4)

### Épisode 226:Même plus drôle
- États-Unis : 29 avril 2010
- France : 8 mai 2011 sur TF1
- Québec : 28 janvier 2011 sur Séries+

- États-Unis : 13,63 millions de téléspectateurs[47] (première diffusion)
- Canada : 1,509 million de téléspectateurs[48]
- France : 5,14 millions de téléspectateurs

- Tim Conway (Knuckles Pratt)
- Jennifer Tilly (Terpsie Pratt)
- Gerald McCullough (Bobby Dawson)
- Larry Sullivan (Office Akers)
- Jon Farless (Young Bernie Nash)
- Jeremy Cohenour (Young Knuckles Pratt)
- John Barbour (Bernie Nash)
- Kayla Ewell (Bettina Claire)
- Marcus Coloma (Bingo Mathers)
- Shaun Sipos (Daniel Peidre)
- Eric Ladin (Delf Rod)
- Hedy Burress (Julianne Torse)
- Samantha Shelton (Machine Gun Chick)

### Épisode 227:Trois ans de solitude
- États-Unis : 6 mai 2010
- France : 15 mai 2011 sur TF1
- Québec : 4 février 2011 sur Séries+

- États-Unis : 14,15 millions de téléspectateurs[49] (première diffusion)
- Canada : 1,486 million de téléspectateurs[50]
- France : 7,27 millions de téléspectateurs

- Marc Vann (Conrad Ecklie)
- Larry Mitchell (Officer Mitchell)
- Julia Campbell (Janet Marie Marsh)
- Mackenzie Mauzy (Emily Marsh)
- Chris McGarry (Mike Marsh)
- Christopher Shyer (Bill)
- Daniel Windhymm Hayes (Andy Marsh)
- Christiann Castellanos (Brenda)
- Camilla Luddington (Claire)
- Crystal Reed (Julie)
- Rick Worthy (Dr Stewart)
- Jet Jurgensmeyer (Conner Wilson)

### Épisode 228:Quand Dr Langston...
- États-Unis : 13 mai 2010
- France : 15 mai 2011 sur TF1
- Québec : 11 février 2011 sur Séries+

- États-Unis : 13,42 millions de téléspectateurs[51] (première diffusion)
- Canada : 1,917 million de téléspectateurs[52]
- France : 6,89 millions de téléspectateurs

- Marc Vann (Conrad Ecklie)
- Archie Kao (Archie Johnson)
- Larry Mitchell (Officer Mitchell)
- Bill Irwin (Nathan Haskell)
- Jeff Perry (Vince Grady)
- David Boswell (Lou Brennan)
- Monet Mazur (Heidi Custer)
- Susan Rhea Lynch (Female Clerk)
- Scott Cohen (Aaron Custer)

### Épisode 229:...rencontre Jekyll
- États-Unis : 20 mai 2010[53]
- France : 15 mai 2011 sur TF1
- Québec : 18 février 2011 sur Séries+

- États-Unis : 14,35 millions de téléspectateurs[54] (première diffusion)
- Canada : 1,586 million de téléspectateurs[55]
- France : 5,95 millions de téléspectateurs

- Bill Irwin (Nathan Haskell)
- Alex Carter (Détective Vartann)
- Jon Wellner (Henry Andrews)
- Lex Medlin (Sgt. Barclay)
- Robert Amico (Joseph Bigelow)
- Alan Blumenfeld (Bernard Higgins)
- Jack Conley (Jack Herson)
- Matt Ross (Charlie DiMasa)
- Joseph Bologna (Giovanni "Papa" DiMasa)
- Jennifer Jean Snyder (Sketch Artist)
- Riggie Vaughn Watkins (Officer Clark)
- Marty Ingels (Marty Felnick)
- Larry Mitchell (Officer Mitchell)